# Ejido José María Morelos, Michoacán de Ocampo
Ejido José María Morelos är en ort i Mexiko.   Den ligger i kommunen Apatzingán och delstaten Michoacán de Ocampo, i den södra delen av landet, 300 km väster om huvudstaden Mexico City. Ejido José María Morelos ligger 308 meter över havet och antalet invånare är 326.
Terrängen runt Ejido José María Morelos är varierad. Runt Ejido José María Morelos är det ganska tätbefolkat, med 72 invånare per kvadratkilometer. Närmaste större samhälle är Apatzingán, 4,6 km sydost om Ejido José María Morelos. Omgivningarna runt Ejido José María Morelos är en mosaik av jordbruksmark och naturlig växtlighet.